# Полет 3296 на „ПенЕър“
Полет 3296 на „ПенЕър“ (отбелязан като полет 3296 на „Аляска Еърлайнс“ съгласно споразумение за споделяне на кодове с „Аляска Еърлайнс“) е вътрешен редовен полет от международно летище „Тед Стивънс Анкоридж“, Анкоридж, Аляска, до летище „Уналаска“, остров Амакнак на Алеутските острови, Аляска. На 17 октомври 2019 г. „Сааб 2000“, който лети по маршрута, излиза от пистата, след като каца на летището. От 42-мата пътници и екипаж на борда 1 пътник (идентифициран като Дейвид Алън Олтман) е смъртоносно ранен, когато перката на витлото прониква във фюзелажа, друг е сериозно ранен, а 10 получават леки наранявания. Самолетът е значително повреден по време на инцидента и е изваден от експлоатация.
В деня на инцидента Националният съвет по безопасност на транспорта започва разследване. Две години по-късно, на 2 ноември 2021 г., е публикуван окончателният доклад, в който се посочва, че инцидентът е причинен от „неправилно окабеляване от производителя на колесника на ремъците на датчика за скорост на колелото на левия основен колесник по време на основен ремонт“. Дизайнът на кабелните снопове на „Сааб“, Федералната авиационна администрация, която разрешава на летище „Уналаска“ да управлява „Сааб 2000“, без първо да вземе предвид зоната за безопасност на пистата, и решението на екипажа на полета да кацне при попътен вятър, който надвишава ограниченията на „Сааб“ (които НСТБ определя като неподходящи), също са фактори за инцидента.